# Geophaginae
A Geophaginae a sugarasúszójú halak (Actinopterygii) osztályába, a sügéralakúak (Perciformes) rendjébe és a Cichlidae családjába tartozó alcsalád. A Geophaginae alcsalád a Dél-amerikai cichlids fajok között egy óriási nagy törzsfejlődési összefutás, ezért maga az alcsaládi elnevezés egy ichthyológiai gyűjtőnév. Az új technika, a molekuláris genetikának köszönhetően a neotrópusi cichlids fajok, (különösen az afrikai endemikus fajok), és a Dél- amerikai Geophaginae, valamint a Cichlasomatinae alcsaládba tartozó összes faj és halnem rendszertani besorolása szinte napról napra változhat.

## Rendszerezés
Cichlidae (Teleostei: Perciformes)
- Geophaginae
  - Acarichthyini
  - Crenicaraini
  - Geophagini

## Acarichthyiniklád
- Acarichthys (Eigenmann, 1912)
  - A. heckelii (Müeller & Troschel, 1848)
  - A. subocularis (Cope, 1878)

Maga az Acarichthys név a latin Acara, és egy ógörög főnévből (ikthys = hal) szóösszetételből fakad. A halnem első osztályozása az Osztrák J. Jakob Heckeltől származik (1840), még Heckelius -thayeri néven (Ichthyológia története: J. J. Hackel & J. Agassiz & F. Steindachner). E két halnem külső megjelenése hasonló a Geophagus fajokhoz azzal különbséggel, hogy a külső fülcimpájuk teljesen hiányzik (Kullander & Nijssen, 1986). A földrajzi szétosztásuk szerint megtalálhatóak egész Amazóniában például Rio-Putumayo, Rio-Branco vízrendszere, Peruban és Venezuelában (Rio-Essequibo).
- Guianacara (Kullander and Nijssen, 1989)
  - G. geayi (Pellegrin, 1902)
  - G. sphenozona (Kullander & Nijssen, 1989)
  - G. owroewefi (Kullander & Nijssen, 1989)
  - G. oelemariensis (Kullander & Nijssen, 1989)
  - G. stergiosi (López-Fernández, Taphorn & Kullander, 2006)
  - G. cuyunii (López-Fernández, Taphorn & Kullander, 2006)
  - G. dacrya (Jessica Arbour & Hernán López-Fernández, 2011)

A Guianacara halnem (syn: Oelemaria) a nevét az elsőként leírt előfordulási helyéről kapta (Rio-Oelemaria), a név előtagja egy Dél-amerikai ország neve: Guiana. Ehhez társul egy rag az Acara szóból: acará.  Földrajzi szétosztásuk szerint megtalálhatóak Guianában a Rio-Cuyuni vízrendszerben, az Amazonas medencében (Rio-Branco, Rio-Trombetas) és az Orinoco medencében (Rio-Caroni) is.

## Crenicaratiniklád
- Biotoecus (Eigenmann & Kennedy, 1903)
  - Biotoecus opercularis (Steindachner, 1875)
  - Biotoecus dicentrarchus (Kullander, 1989)

A Biotoecusok földrajzi szétosztásuk szerint megtalálhatóak a brazíliai Rio-Branco és a Rio-Negro vízrendszerében, valamint Kolumbiában a Rio-Orinoco rendszerhez tartozó Rio-Bita (Puerto Carreno) nevű kis patakban. Az összes Biotoecus faj kivétel nélkül az un. feketevízű (biotos) folyókban és patakokban él, innen kapták a nevük első részét, a név másik fele oikos, amely házat jelent. Átlagos méretük 8 cm.
- Crenicara (Steindachner, 1875)
  - Crenicara punctulata (Günther, 1863)
  - Crenicara elegans (Steindachner 1875)
  - Crenicara latruncularium (Kullander & Staeck, 1990)

- Dicrossus (Steindachner, 1875)
  - Dicrossus maculatus  (Steindachner, 1875)
  - kockás bölcsőszájú hal (Dicrossus filamentosus vagy Crenicara filamentosa, Cremocara filamentosus)
  - Dicrosus gladicauda (Schindler & Staeck, 2008)
  - Dicrossus foirni (Uwe Römer, Ingo Hahn & Pablo Vergara, 2010)
  - Dicrossus warzeli (Uwe Römer, Ingo Hahn & Pablo Vergara, 2010)

## Geophaginiklád
- Apistogramma (Regan, 1913)

| - A. acrensis (Staeck, 2003) - A. agassizii (Steindachner, 1875) - A. alacrina (Kullander, 2004) - A. angayuara (Kullander & Ferreira, 2005) - A. arua (Römer & Warzel, 1998) - A. atahualpa (Römer, 1997) - A. barlowi (Römer & Hahn, 2008) - A. baenschi (Römer, 2004) - A. bitaeniata (Pellegrin, 1936) - A. borellii (Regan, 1906) (incertae sedis) - A. brevis (Kullander, 1980) - A. cacatuoides (Hoedeman, 1951) - A. caetei (Kullander, 1980) - A. cinilabra (Römer, Duponchelle, Diaz, Davilla, Sirvas, Catchay & Renno, 2011) - A. commbrae (Regan, 1906) - A. cruzi (Kullander, 1986) - A. erythrura (Staeck & Schindler, 2008) - A. diplotaenia (Kullander, 1987) - A. elizabethae (Kullander, 1980) - A. eremnopyge (Ready & Kullander, 2004) - A. eunotus (Kullander, 1981) - A. geisleri (Meinken, 1971) - A. gephyra (Kullander, 1980) - A. gibbiceps (Meinken, 1969) - A. gossei (Kullander, 1982) - A. guttata (Antonio, 1989) - A. hippolytae (Kullander, 1982) - A. hoignei (Meinken, 1965) - A. hongsloi (Kullander, 1979) - A. huascar (Römer & Hahn, 2006) - A. inconspicua (Kullander, 1982) - A. iniridae (Kullander, 1982) - A. inornata (Staeck, 2003) - A. juruensis (Kullander, 1986) - A. linkei (Koslowski, 1985) - A. luelingi (Kullander, 1976) - A. erythrura (Staeck & Schindler, 2008) | - A. macmasteri (Kullander, 1979) - A. martini (Römer, 2004) - A. meinkeni (Kullander, 1980) - A. mendezi (Römer, 1994) - A. moae (Kullander, 1980) - A. nijsseni (Kullander, 1979) - A. norberti (Staeck, 1991) - A. ortmanni (Eigenmann, 1912) - A. panduro (Römer, 1997) - A. paucisquamis (Kullander & Staeck, 1988) - A. pantalone (Römer & Soares & Hahn, 2006) - A. payaminonis (Kullander, 1986) - A. personata (Kullander, 1980) - A. pertensis (Haseman, 1911) - A. piauiensis (Kullander, 1980) - A. pleurotaenia (Regan, 1909) - A. pulchra (Kullander, 1980) - A. regani (Kullander, 1980) - A. resticulosa (Kullander, 1980) - A. rositae (Römer & Hahn, 2006) - A. rubrolineata (Hein, 2002) - A. rupununi (Fowler, 1914) - A. salpinction (Kullander & Ferreira, 2005) - A. similis (Staeck, 2003) - A. staecki (Koslowski, 1985) - A. steindachneri (Regan, 1908) - A. taeniata (Günther, 1862) - A. trifasciata (Eigenmann & Kennedy, 1903) - A. tucurui (Staeck, 2003) - A. uaupesi (Kullander, 1980) - A. urteagai (Kullander, 1986) - A. velifera (Staeck, 2003) - A. viejita (Kullander, 1979) - A. wapisana (Römer & Hahn & Conrad, 2006) |

- Apistogrammoides (Meinken, 1965)
  - Apistogrammoides pucallpaensis (Meiken, 1965)

- Biotodoma (Eigenmann & Kennedy, 1903)
  - Biotodoma cupido (Heckel, 1840)
  - Biotodoma wavrini (Gosse, 1963)

- Geophagus Heckel, 1840

- Gymnogeophagus (Miranda-Ribeiro, 1918)
  - G. gymnogenys (Hensel, 1870)
  - G. labiatus (Hensel, 1870)
  - G. rhabdotus (Hensel, 1870)
  - G. balzanii (Perugia, 1891)
  - G. australe (Eigenmann, 1907)
  - G. meridionalis (Reis & Malabarba, 1988)
  - G. lacustris (Reis & Malabarba, 1988)
  - G. setequedas (Reis, 1992)
  - G. che (Casciotta, Gómez & Toresani, 2000)
  - G. caaguazuensis (Staeck, 2006)
  - G. tiraparae (González-Bergonzoni, Loureiro & Oviedo, 2009)
    - G. sp. "Blue Lips"
    - G. sp. "Blue Neon"
    - G. sp. "Catalancito"
    - G. sp. "Cuña Pirú"
    - G. sp. "Formosa"
    - G. sp. "High dorsal"
    - G. sp. "La Pedrera"
    - G. sp. "Rosario"
    - G. sp. "San Borja"
    - G. sp. "Verna"

- Mazarunia (Kullander, 1990)
  - Mazarunia mazarunii (Kullander, 1990)
    - M. sp. "Red Patwa"

- Mikrogeophagus (Meulengracht-Madson in Schiötz & Christensen, 1968)
  - M. altispinosa (Haseman, 1911)
  - M. ramirezi (Myers & Harry, 1948)
- Satanoperca (Günther, 1862)
  - S. jurupari (Heckel, 1840)
    - S. aff. jurupari

  - S. acuticeps (Heckel, 1840)
  - S. daemon (Heckel, 1840)
  - S. pappaterra (Heckel, 1840)
  - S. leucostictus (Müller & Troschel, 1849)
  - S. mapiritensis (Fernández Yépez, 1950)
  - S. macrolepis  (Günther, 1862)
  - S. lilith (Kullander & Ferreira, 1988)

- Taeniacara (Myers, 1935)
  - Taeniacara candidi (Myers, 1935)